# Монастир Святого Духа у Вільнюсі
Віленський монастир Святого Духа (лит. Vilniaus Šventos Dvasios vienuolynas) — єдиний чоловічий монастир Віленської і Литовської єпархії Російської православної церкви в місті Вільнюсі в Литві.
Головним монастирським храмом (кафоліконом) є собор Зішестя Святого Духа на апостолів.

## Історія
Свято-Троїцьке братство ще в 1588 році отримало від константинопольського патріарха Єремії II права ставропігії (що означало безпосереднє підпорядкування константинопольському патріарху, незалежність від місцевої церковної влади і особливі привілеї).
Ці права перейшли до Свято-Духівського монастиря. Монастирський чернецький статут був прийнятий в 1614 році. Першим настоятелем став архімандрит Леонтій Карпович. Його наступником був архієпископ Полоцький Мелетій Смотрицький. У 1629–1633 роках намісником монастиря був Йосип (Бобрикович), згодом єпископ Мстиславський та Могилевський. При монастирі діяло братське училище — колегія, яка складалася з п'яти класів. У ній викладалися ті ж самі предмети, що й у віленській єзуїтській академії. Першим ректором братського училища був перший настоятель Свято-Духівського монастиря Леонтій Карпович. Тут викладав відомий Кирило Лукаріс, який згодом став константинопольським патріархом.

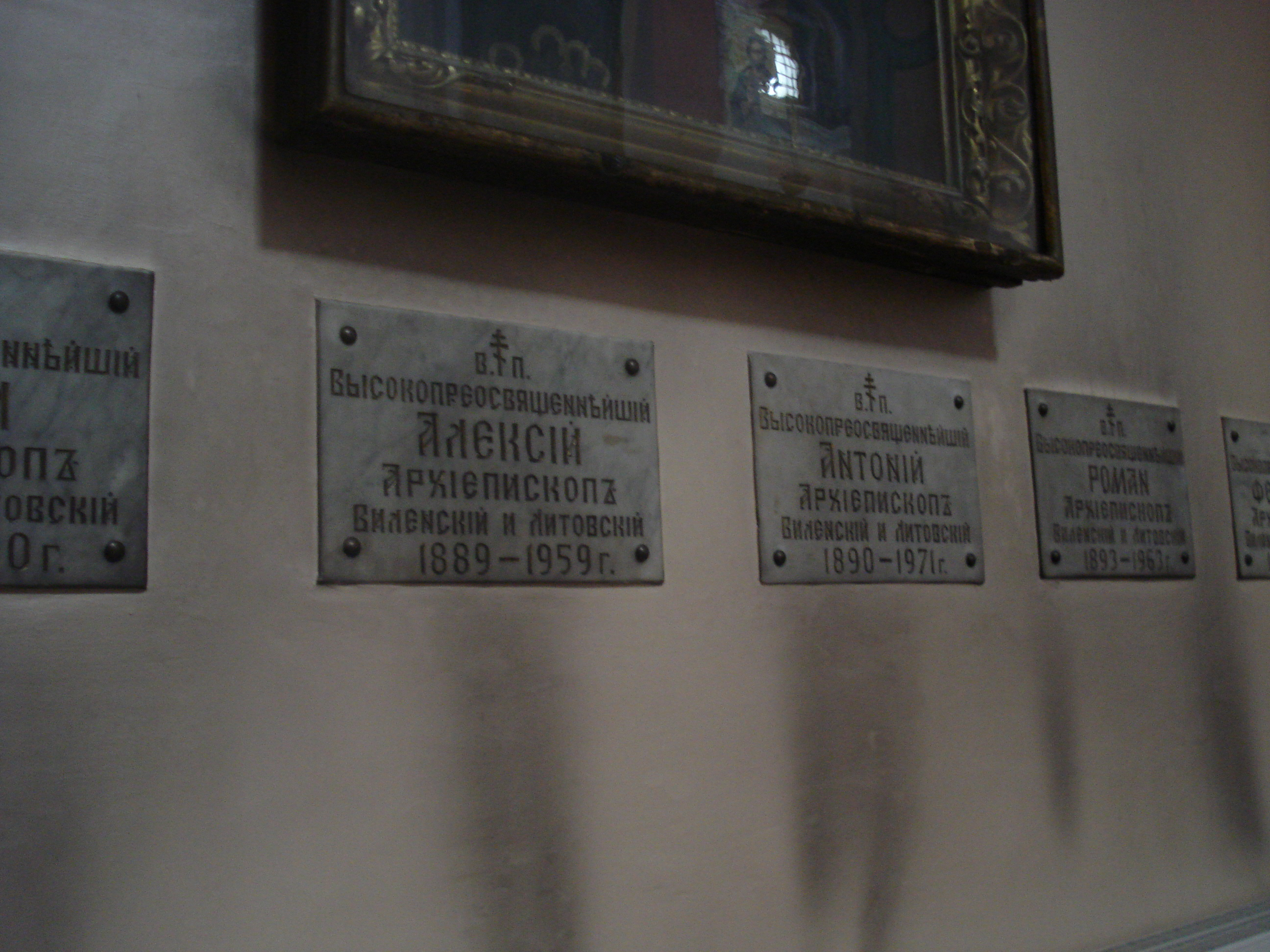
Плити з іменами архієпископів Віленських і Литовських, похованих в церкві

Друкарня при монастирі припинила діяльність у 1648. Після пожежі 1749 року, під час якої постраждали будівлі колегії, припинилася і діяльність навчального закладу.
Зі стін монастиря Святого Духа виходили православні єпископи Литви і Білорусі, видатні церковні діячі. Після поділу Речі Посполитої Свято-Духівський монастир і храм перейшли під керування Мінської єпархії. У 1797 році монастир був визначений у другий клас. Стараннями архімандрита Йоіла Котовича в 1833 році монастир стає першокласним і отримує щорічне фінансування зі скарбниці, сумою в 4176 рублів. Віленські архіпастирі одночасно були і настоятелями монастиря. Першим таким настоятелем був архієпископ, потім митрополит Йосиф (Семашко) (похований у Свято-Духівській церкві). В часи Йосифа в обителі жили п'ятеро монахів. При архімандриті Платоні (Городецькому) в монастирі оселилося кілька ченців костромських монастирів. У 1840 році налічувалося п'ятнадцять чоловік, зараз —дванадцять.
У 1960 році за рішенням місцевої влади був закритий Віленський жіночий монастир Марії Магдалини, а його споруди конфісковані. Ігуменя і 27 сестер монастиря оселились в одному з корпусів Свято-Духівської обителі.
У 2015 році сестри монастиря Марії Магдалини були переведені в приміщення, розташоване при храмі святого Олександра Невського у Вільнюсі.

## Настоятелі
- архімандрит Леонтій Карпович (близько 1609 — ?)
- архімандрит Мелетій Смотрицький
- архімандрит Йосиф (Бобрикович) (1629—1633)
- архімандрит Амвросій (Юшкевич) (1731 — 10 червня 1734)
- архімандрит Ієронім (Волчанський) (1734 — 2 жовтня 1741)
- архімандрит Сильвестр (Ляскоронський) (1741—1744)
- архімандрит Феофан (Леонтович-Дорумін) (1755 — 10 вересня 1757)
- архімандрит Авраамій (Флоринський) (1758—1762)
- архімандрит Варлаам (Шишацький) (1787—1789)
- архімандрит Даниїл (Натток-Михайловський) (1797 — 1 березня 1800)
- архімандрит Йоасаф[4]
- архімандрит Епифаній (Канивецький) (1807 — 6 лютого 1808)
- архімандрит Тимофій (Самбікін) (14 березня 1808 — 10 лютого 1813)
- архімандрит Йоил (Котович) (15 лютого 1813 — 29 жовтня 1830[5])
- архімандрит Платон (Рудинський) (1833 — 27 вересня 1838)
- архімандрит Платон (Городецький) (28 квітня 1839 — 8 вересня 1843)
- архімандрит Евсевій (Ільїнський) (27 червня 1845 — 4 грудня 1848)
- архімандрит Олександр (Добринін) (31 серпня 1851 — 2 листопада 1860)
- архімандрит Нестор (Фомін) (16 серпня 1891 — 28 квітня 1895)
- архімандрит Павло (Поспєлов) (1893—1895)
- архімандрит Іван (Поммер) (1907—1912)
- архімандрит Лаврентій (Князєв) (28 лютого 1912—1917)
- архімандрит Антоній (Марценко) (жовтень 1922 — 25 лютого 1923)
- архімандрит Филипп (Морозов) (? — 1925)

намісники
- архімандрит Серафим (Адамов) (12 червня 1909 — 11 лютого 1913)
- протопресвітер Василь Виноградов (1942—1944)
- архімандрит Сергій (1950-е)
- архімандрит Евстафій (Андрійчук) (1971—1977)
- архімандрит Нікіта (Якерович) (1985—1988)
- ігумен Адріан (Ульянов) (1988—1990)
- архімандрит Нікіта (Якерович) (1990 (27-28 грудня 1993) — не пізніше 2002)
- ігумен Антоній (Гуринович)